# Blasia pusilla
Blasia pusilla es la única especie de hepática en el género Blasia.  Se distingue de Cavicularia por la presencia de un collar alrededor de la base de la cápsula de esporófito, y una disposición dispersa de los anteridios productores de esperma.

## Taxonomía
Blasia pusilla fue descrita por Carlos Linneo y publicado en Species Plantarum 1138. 1753.
Sinonimia
Jungermannia biloba Swartz, 1803

Jungermannia blasia Hook., 1816